# ポール・レイ・スミス
ポール・レイ・スミス（英:Paul Ray Smith、1969年9月24日 - 2003年4月4日）は、アメリカ陸軍の軍人。2003年イラク攻撃の功績により死後名誉勲章を授与された。バグダードに展開した第3歩兵師団第11工兵大隊B中隊に所属していた時、スミスが指揮するチームがイラクの反乱軍のグループに攻撃され、銃撃戦に発展した際に、イラクの銃撃により戦死した。この戦闘中の行動に対し、名誉勲章を授与された。2年後、名誉勲章は、新たに承認された名誉勲章旗と共に、彼の遺族に贈られている。この式典は、ジョージ・W・ブッシュ大統領により、ホワイトハウスで行われ、当時、11歳だった息子のデイビッドも出席している。

## 幼少期と教育
スミスは1969年9月24日にテキサス州のエルパソで、父アイバン・スミスと母ジャニス・プビアの間に生まれた。スミスが9歳の時に、家族でフロリダ州タンパに引っ越している。子供時代は、公立学校に通い、アメリカンフットボールを中心にスポーツを楽しんで育った。またスケートボードや自転車、友人や妹のリサといらずらをすることも好んだ。高校生になると大工仕事に興味を持ち、アルバイトとして大工の助手を経験した。この頃になると車の中でも古い車種に興味を持つようになり、エンジンなどを分解し、どのように機能するのか、その仕組みを観察することを楽しむようになった。友人と、砂浜でバギーを部品から組み立て、復元することさえ楽しんでいた。1989年にタンパベイ工業高校を卒業すると、1989年10月にアメリカ陸軍に入隊した。

## 軍歴

### 初期
スミスは、ミズーリ州フォート・レオナード・ウッドで入隊訓練を終えると、最初の任務としてドイツに派遣され、そこで第9工兵大隊に配属となった。その後、湾岸戦争に従軍している。1996年10月、所属の第9工兵大隊B中隊が、第2旅団戦闘団に配備され、ボスニア・ヘルツェゴビナの和平履行部隊とコソボ治安維持部隊を支援した。1997年4月に中隊はシュヴァインフルトに帰還した。1999年に第3歩兵師団第11工兵大隊に配属され、2001年5月にコソボに派遣され、ジランの町に駐留し、毎日のようにパトロールを担当した。2002年春に一等軍曹に昇進し、2002年8月に上級下士官課程を修了した。
2003年に所属の第3歩兵師団第11工兵大隊B中隊は、イラク侵攻に参加した。

### 名誉勲章の行動
2003年4月4日、スミスが所属するB中隊は、第7歩兵連隊第2大隊を支援するため、カルバラーの通りを抜け、ユーフラテス川を渡り、バグダード国際空港（BIAP）に向かった。バグダードと空港をつなぐ高速道路を、空港から東に約1マイルの部分で封鎖するため、100人の部隊が参加した。短い戦闘があり、イラク人数人が捕らえられた。スミスは、部隊の周辺を守るために塔から警戒していたが、その時に戦闘があった場所の近くに壁に囲まれたスペースを発見した。そこでスミスとスミスが指揮するチームが、そこに即席で捕虜（EPW）を収容するエリアの建設に取り掛かった。スミスと16人の兵士からなるチームは、ブルドーザーに形状が似ているM9ACEで、スペースの南壁に穴を開け、北壁に金属製の門を設置し、数人の兵士を警備に割り当てた。その時、警備を担当していた兵士が、門のすぐ近くの塹壕に陣取った50～100人のイラク人戦闘員に気づいた。そこで、M2ブラッドレー歩兵戦闘車に支援を要請し、塹壕を攻撃した。またM113装甲兵員輸送車がM2を支援するために接近したが、迫撃砲が命中し、3人の乗組員全員が負傷した。M2も損傷を受け、弾薬が不足したため、戦闘が小康状態になった間にリロードのために撤退した。スミスは負傷したM113の乗組員の避難にあたった。なお、このスペースの後方には、100人の死傷者で溢れかえった軍事援助ステーションが設置されていた。このステーションが蹂躙されることを防ぐため、スミスは負傷者の救護を行った後、一緒に撤退するのではなく、その場に留まり戦い続けることにした
。

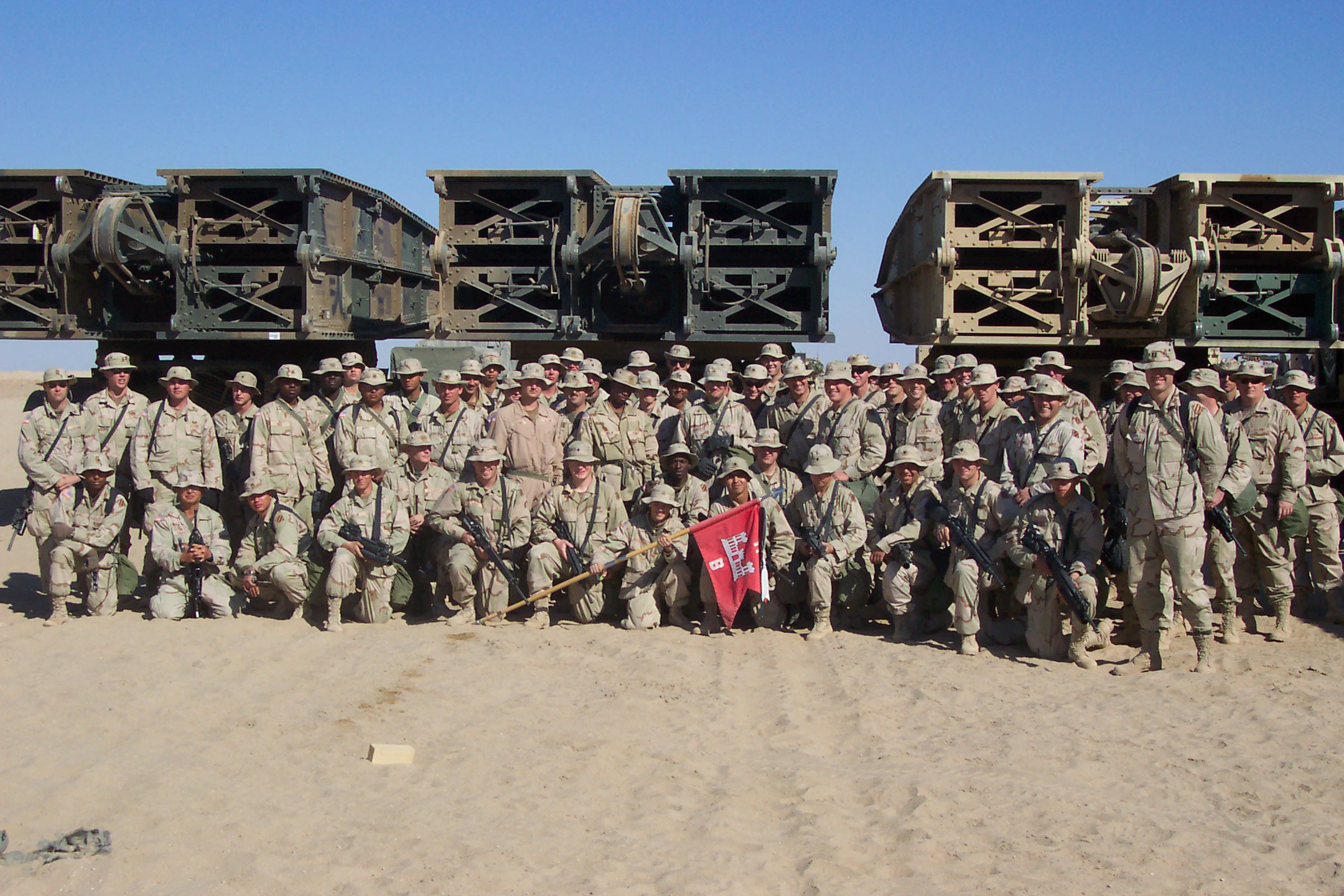
スミスが所属した第3歩兵師団第11工兵大隊B中隊（2005年）

一方、イラク人戦闘員の一部は、西壁のすぐ向こうに存在していた、スペースを見下ろす塔に陣取っていた。そこからスペースにいたアメリカ兵に対し十字砲火を行った。スミスは、M113に乗り込み、指揮を執り、運転手に命じて塔と塹壕の両方を攻撃できる位置に配置した。スミスは、M113の機関銃を使用し、3箱分の弾薬で応戦した。その間にティム・キャンベル一等軍曹が指揮する別のチームが、後方から塔を攻撃し、イラク人戦闘員を排除した。戦闘が終わると、スミスの機関銃が沈黙していることに気づいた。そこでスミスの戦友たちが確認すると、ハッチに倒れているのを発見した。彼のボディアーマーには13発の弾痕があり、セラミックアーマーインサートは前後の多くの場所がひび割れていた（スミスが乗っていたM113には、ベトナム戦争以来、標準的であった銃弾から射手を保護するためのACAVガンシールドが装備されていなかった。）。塔から発射された銃弾の1発が彼の首に直撃し、脳を貫通したことにより、致命傷を与えていた。
イラクに派遣される前に、スミスは両親には「家に帰るには、飛行機から生きて降りるのと、棺で降ろされるのと、2つの方法がある。私は、他の兵士たちが確実に生きて家に帰るために、全力を尽くす覚悟ができている。だから私が、どのように家に帰るかは関係ない。」と語っている。スミスの遺体は火葬され、その遺灰は、生前によく釣りをしていたメキシコ湾に撒かれた。
バージニア州アーリントンのアーリントン国立墓地メモリアルセクションMDロット67に、スミスを追悼するための墓碑が建てられている。また、海軍幼年予備役将校訓練課程が設置されている出身校のタンパベイ工業高校には記念碑が建てられている。
スミスは戦死した時点で、陸軍に13年間勤務し、その戦闘中の行動によって、名誉勲章を死後追贈された。戦死からちょうど2年後の2005年4月4日に、11歳の息子デイビッドは、ジョージ・W・ブッシュ大統領から名誉勲章と名誉勲章旗を受け取った。

## 私生活
スミスには、妻のビルギット、息子のデイビッド、継娘のジェシカという家族がいた。

## 勲章と表彰

### 略綬等
|             |                         |  |  |  |  |  |  |  |  |  |  |  |  |  |  |
|             |                         |  |  |  |  |  |  |  |  |  |  |  |  |  |  |
|             | Silver oak leaf cluster |  |  |  |  |  |  |  |  |  |  |  |  |  |  |
| Bronze star |                         |  |  |  |  |  |  |  |  |  |  |  |  |  |  |
|             |                         |  |  |  |  |  |  |  |  |  |  |  |  |  |  |
|             |                         |  |  |  |  |  |  |  |  |  |  |  |  |  |  |
|             |                         |  |  |  |  |  |  |  |  |  |  |  |  |  |  |
|             |                         |  |  |  |  |  |  |  |  |  |  |  |  |  |  |

| 勇敢部隊感状 | 優秀部隊感状 |                                         |                                         |                                      |                                      |                                  |                                  |
| 勇敢部隊感状 | 優秀部隊感状 | 名誉勲章                                | 名誉勲章                                | ブロンズスターメダル                 | ブロンズスターメダル                 | パープルハート章                 | パープルハート章                 |
| 勇敢部隊感状 | 優秀部隊感状 | 陸軍表彰勲章（5回受章）                 | 陸軍表彰勲章（5回受章）                 | 陸軍成果勲章（6回受章）              | 陸軍成果勲章（6回受章）              | 陸軍善行章（4回受章）            | 陸軍善行章（4回受章）            |
| 勇敢部隊感状 | 優秀部隊感状 | 国防従軍勲章（2回受章）                 | 国防従軍勲章（2回受章）                 | 軍隊遠征勲章                         | 軍隊遠征勲章                         | 南西アジア従軍勲章（4回受章）    | 南西アジア従軍勲章（4回受章）    |
| 勇敢部隊感状 | 優秀部隊感状 | 対テロ戦争遠征勲章                      | 対テロ戦争遠征勲章                      | 対テロ戦争従軍勲章                   | 対テロ戦争従軍勲章                   | 軍隊従軍勲章                     | 軍隊従軍勲章                     |
| 勇敢部隊感状 | 優秀部隊感状 | 陸軍下士官専門能力開発リボン（2回受章） | 陸軍下士官専門能力開発リボン（2回受章） | 陸軍従軍リボン                       | 陸軍従軍リボン                       | 陸軍海外従軍リボン（3回受章）    | 陸軍海外従軍リボン（3回受章）    |
| 勇敢部隊感状 | 優秀部隊感状 | 旧ユーゴスラビアNATO勲章                | 旧ユーゴスラビアNATO勲章                | クウェート解放勲章（サウジアラビア） | クウェート解放勲章（サウジアラビア） | クウェート解放勲章（クウェート） | クウェート解放勲章（クウェート） |
| 勇敢部隊感状 | 優秀部隊感状 | 工兵タブ                                | 工兵タブ                                | 徽章ドイツ軍優秀射手徽章             | 徽章ドイツ軍優秀射手徽章             | フランス軍コマンドー徽章         | フランス軍コマンドー徽章         |

この他、スミス一等軍曹は、1種類の武器で優秀射手徽章を取得している。

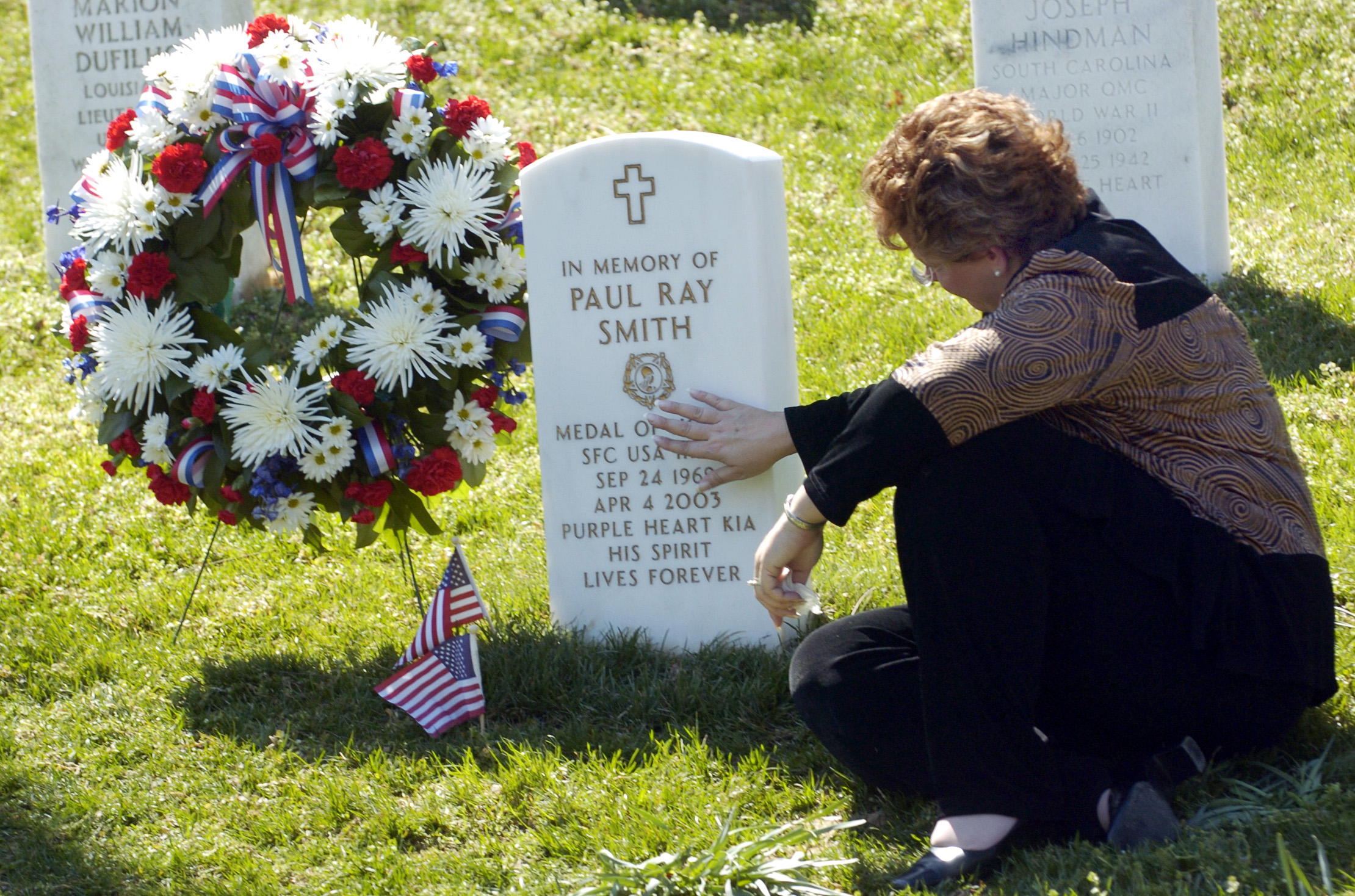
アーリントン国立墓地の墓碑を訪ねるスミスの未亡人

### 名誉勲章勲記
義務の要求を超えて、自らの命を危険に晒した、顕著な勇敢さと勇気に捧げる：
ポール・R・スミス一等軍曹は、2003年4月4日、イラクのバグダードにあるバグダード国際空港付近で武装した敵に対する行動で任務の要求を超越した勇敢さと勇気ある行為によって、その名を際立つものとした。その日、スミス一等軍曹が捕虜収容エリアの建設に従事していた時、彼の機動部隊が中隊規模の敵軍によって激しく攻撃された。100人以上の兵士の脆弱性に気付いたスミス一等軍曹は、直ちに兵士を2個小隊と1両のブラッドリー戦闘車、3両の装甲兵員輸送車からなる防衛組織に再編制した。戦闘が進展するにつれて、スミス一等軍曹は、敵の砲撃に勇敢に立ち向かい、手榴弾と対戦車兵器で敵勢力と個人的に交戦し、ロケット推進手榴弾と60mm迫撃砲弾に襲われた装甲兵員輸送車から負傷した3人の兵士を避難させた。スミス一等軍曹は、敵が防御を突破することを恐れ、敵の激しい砲火の中を移動し、損傷した装甲兵員輸送車に50口径機関銃を設置した。彼自身の命を完全に無視して、彼は攻撃する敵軍と交戦するために、自らを敵から露出した位置に配置した。この行動の間に、彼は致命傷を負った。彼の勇敢な行動は、敵の攻撃を打ち負かすことに貢献し、その結果50人もの敵戦闘員を排除し、多数の負傷した兵士が安全な場所に撤退することを可能とした。スミス一等軍曹の並外れた英雄的行動と勇敢さは、兵役の最高の伝統に適うものであり、彼自身、第3歩兵師団「マルヌの岩」、そしてアメリカ陸軍に偉大なる信用をもたらした。

### その他の表彰
- 2006年、当時のアメリカ陸軍工兵司令部司令官だったカール・A・ストロック中将からド・フルーリー・メダル金メダルを授与された[9]。
- ミズーリ州フォート・レオナード・ウッドの爆発物処理危険センターの校舎は、スミスにちなんで名付けられた。
- フロリダ州ホリデーの郵便局とフロリダ州オーランドのアメリカ陸軍シミュレーション・訓練技術センターは、スミスの栄誉を称えて命名されている[10][11]。
- 彼の名前を関するポール・R・スミス軍曹中学校が、2006年8月25日にフロリダ州ホリデーに、2008年8月18日に幼少期を過ごしたフロリダ州タンパに設立された。2009年4月27日に、フロリダ州タンパの別の学校にもスミスの名前が付けられている[12] 。
- アメリカ陸軍を題材にしたゲームには、スミスの名誉を称えて、彼の情報や彼の戦闘をモチーフとするものが登場する[13]。
- スミスの未亡人ビルギット・スミスは、フリーダム級沿海域戦闘艦一番艦フリーダムの建造を後援し、そのイニシャルを船の竜骨に刻んでいる[7]。また船のマストには、聖人クリストフォロスのメダルと結婚指輪が埋め込まれている[14]。
- フォート・ベニングとフォート・スチュワート、そしてイラクのバグダードのキャンプ・ビクトリーに新設されたフィットネスセンターは、彼の栄誉を称えて名付けられている[15]。
- フォート・スチュワートの教育センターも、彼の栄誉を称えて名付けられている。
- スミスの最後の戦いはノンフィクション著書『Weapons』の中で、1860年から現在までの主要な武器と武器システムに関連付けられて言及されている[16]。